# Theridion omiltemi
Theridion omiltemi là một loài nhện trong họ Theridiidae.
Loài này thuộc chi Theridion. Theridion omiltemi được Herbert Walter Levi miêu tả năm 1959.